# François Xavier Tabao Manjarimanana
François Xavier Tabao Manjarimanana SJ (* 3. Dezember 1927 in Ankatafana, Madagaskar; † 24. Mai 1999) war Bischof von Mananjary.

## Leben
François Xavier Tabao Manjarimanana trat der Ordensgemeinschaft der Jesuiten bei und empfing am 29. Juni 1960 das Sakrament der Priesterweihe.
Am 20. November 1975 ernannte ihn Papst Johannes XXIII. zum Bischof von Mananjary. Der Apostolische Pro-Nuntius in Madagaskar, Erzbischof Michele Cecchini, spendete ihm am 21. März 1976 die Bischofsweihe; Mitkonsekratoren waren der Erzbischof von Fianarantsoa, Gilbert Ramanantoanina SJ, und der Bischof von Farafangana, Victor Razafimahatratra SJ.